# Rosate
Rosate ist eine Gemeinde mit 5704 Einwohnern (Stand 31. Dezember 2023) in der Metropolitanstadt Mailand, Region Lombardei. Seit 2000 besteht eine Gemeindepartnerschaft mit dem oberbayerischen Rohrdorf (am Inn).
Die Nachbarorte von Rosate sind Gaggiano, Gudo Visconti, Noviglio, Morimondo, Vernate, Bubbiano und Calvignasco.

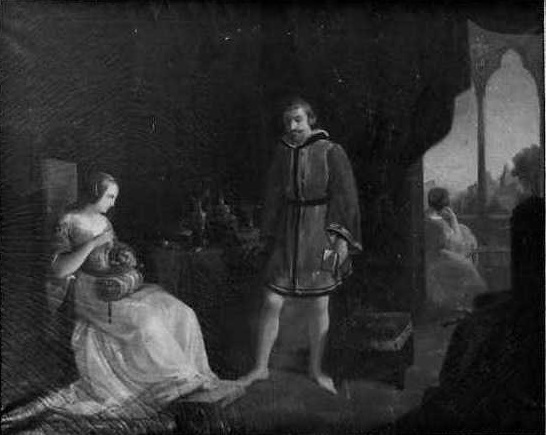
Bice del Balzo im Schloss Rosate, Vincenzo Petrocelli, Öl auf Leinwand, 1840

## Bevölkerungsentwicklung
Rosate zählt 2074 Privathaushalte. Zwischen 1991 und 2001 stieg die Einwohnerzahl von 3742 auf 4717. Dies entspricht einem prozentualen Zuwachs von 26,1 %.